# Pont-de-Larn
Pont-de-Larn is een gemeente in het Franse departement Tarn (regio Occitanie) en telt 2737 inwoners (1999). De plaats maakt deel uit van het arrondissement Castres.

## Geografie
De oppervlakte van Pont-de-Larn bedraagt 34,6 km², de bevolkingsdichtheid is 79,1 inwoners per km².
De onderstaande kaart toont de ligging van Pont-de-Larn met de belangrijkste infrastructuur en aangrenzende gemeenten.

## Demografie
Onderstaande figuur toont het verloop van het inwonertal (bron: INSEE-tellingen).